# Phokas von Sinope
Phokas von Sinope (altgriechisch Φωκᾶς; † 117 oder 303 in Sinope) wird als christlicher Märtyrer verehrt.
Phokas soll als Bischof in der Stadt Sinope am Schwarzen Meer amtiert haben, eine andere Überlieferung bezeichnet ihn als Gärtner. Er erlitt der Legende nach unter Kaiser Hadrian den Märtyrertod durch Verbrennung oder Enthauptung. Er wird in der römisch-katholischen und den Orthodoxen Kirchen als Heiliger verehrt. Sein Gedenktag ist der 14. Juli. Phokas ist auch Schutzpatron der Schiffer.
Eine in seinem Namen geweihte Kirche war die Ende des 5. Jahrhunderts erbaute und später durch ein Feuer zerstörte Phokas-Kirche in Basufan, Syrien.